# Cuspidaria nobilis
Cuspidaria nobilis is een tweekleppigensoort uit de familie van de Cuspidariidae. De wetenschappelijke naam van de soort is voor het eerst geldig gepubliceerd in 1864 door A. Adams.
Cuspidaria nobilis consimilis

Rechter en linker klep van hetzelfde exemplaar:

Rechter klep
Linker klep